# Aparna (Vorname)
Aparna (Sanskrit अपर्णा aparṇā „blattlos“) ist ein weiblicher Vorname.

## Herkunft und Bedeutung
In der indischen Mythologie ist Aparna die Tochter von Himavat, dem Gott des Schnees und des Himalayas, und wird als Uma die Frau von Shiva, besser bekannt als Parvati, weshalb Aparna ein Beiname der Parvati ist.

## Bekannte Namensträgerinnen
- Aparna Balan, indische Badmintonspielerin
- Aparna Popat, indische Badmintonspielerin
- Aparna Sen, indische Schauspielerin